# Поруденко
Пору́денко — село в Україні, у Яворівському районі Львівської області. Населення становить 495 осіб. Орган місцевого самоврядування - Яворівська міська рада.
В селі, що завжди належало до парафії Порудно, не було своєї церкви. У 1991 р. мешканці греко-католицької громади спорудили невелику капличку і приступили до спорудження власної церкви. У 1999 р. збудована мурована церква Святих Апостолів Петра і Павла (УГКЦ). Юрисдикція: Львівська митрополія, Львівська архієпархія, Краковецький деканат. Адміністратор: о. Євген Кварціян .